# 58096 Oineus
58096 Oineus è un asteroide troiano di Giove del campo greco. Scoperto nel 1973, presenta un'orbita caratterizzata da un semiasse maggiore pari a 5,2168271 UA e da un'eccentricità di 0,1140774, inclinata di 3,59189° rispetto all'eclittica.
L'asteroide è dedicato a Oineo, re di Calidone.